# Землетрус у Мексиці (1787)
Землетрус у Мексиці (1787) — 28 березня 1787 р. о 11:30 за місцевим часом (17:30 UTC стався землетрус у Мексиці, також відомий як землетрус у Сан-Шістто. Це спричинило велике цунамі, яке торкнувся узбережжя держав Герреро і Оахака у південно-західній частині Мексики. Магнітуда землетрусу 8,6 бала — це найпотужніший із зафіксованих землетрусів у Мексиці.